# پرچم سرزمین سیاه
پرچم سرزمین سیاه در ۱۴ ژوئیه ۱۹۱۲ پذیرفته شد.